# Urbanstalker (проєкт)
Urbanstalker — українська команда, що займається міськими дослідженнями та індустріальним туризмом. До її складу входять сталкери з Одеси, які досліджують недоступні простори індустріального спадку України. З 2018 року учасники проєкту вивчають занедбані та важкодоступні об'єкти, включно з підземними тунелями, промисловими руїнами, вежами та іншими місцями, не позначеними на стандартних картах. Діяльність групи спрямована на документування та популяризацію індустріальної спадщини через фото- та відеоматеріали. Культурний туризм як певний тип культурних практик становить ефективний засіб конструювання і поширення національної ідентичності. Саме відвідування індустріальних та закинутих об'єктів дозволяє сучасному туристу відчути історичну глибину місця та розширити культурні горизонти.

## Історія руху
Проєкт Urbanstalker зародився в Одесі — місті з багатою історичною спадщиною, морським характером і безліччю прихованих від очей локацій. Його засновниками стали два ентузіасти — Сталкер Тимофійович і Ді Мон Odessky, яких об'єднувала любов до індустріальних пейзажів, підземних маршрутів і естетики занедбаних просторів. Їх надихали ідеї урбантуризму, філософія сталкер-культури, а також атмосфера культової гри S.T.A.L.K.E.R.
Одеські катакомби — це унікальний підземний лабіринт, який служив укриттям і закритим у різні періоди історії міста. Їх дослідження не тільки розкриває географію міста, а й дозволяє зазирнути в забуті сторінки минулого. Саме тому особливо на початку своєї діяльності команда Urbanstalker багато часу приділяла дослідженню Одеських катакомб.
Згодом до проєкту приєдналися однодумці — дослідники, відеографи, художники та автори візуального контенту. Кожен із них зробив внесок у формування унікальної спільноти, об'єднаної спільною пристрастю до дослідження прихованої сторони міського середовища. Так виник рух із власною філософією і впізнаваною візуальною естетикою, що відображає дух індустріального романтизму.
Передісторія:
- До появи Urbanstalker в Одесі існувала група «Fogstalker», що діяла приблизно 10—15 років тому.
- Це була катакомбна команда, що складалася приблизно з 20 учасників, з досвідом у спелеології.
- Керувала групою дівчина, учасники активно проводили походи в катакомби, спілкувалися у великому чаті.
- Попри масштабу, усередині команди було багато проблем, включно із залежністю, монотонністю і відсутністю розвитку.
- Група розпалася у 2016 році — хтось поїхав, хтось зник, частина учасників зіткнулася з серйозними життєвими труднощами.

Заснування Urbanstalker:

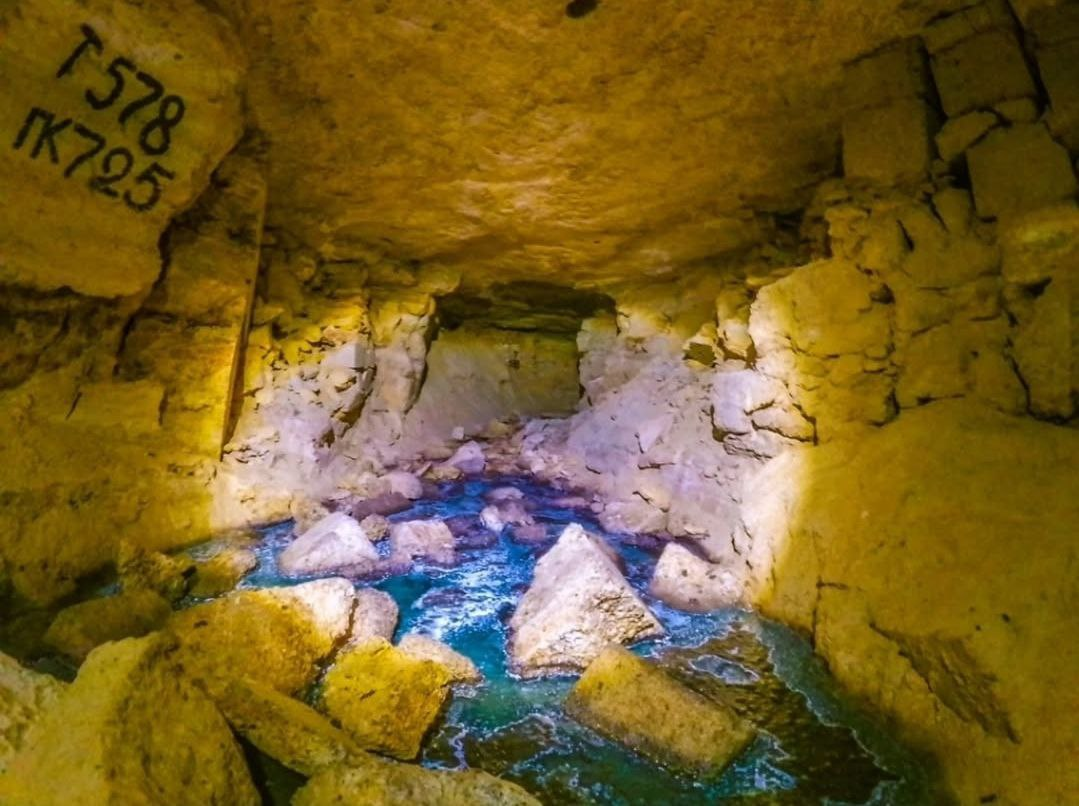
Експедиція в покинуті катакомби

- У 2018 році засновник проєкту, натхненний ідеєю відродити культурний і дослідницький дух, почав шукати однодумців.
- Було знайдено чотири людини — однолітків 20+ років, які цікавляться урбан-дослідженнями, діггерством і спелеологією.
- Перша зустріч і перша підземна експедиція відбулася в катакомбах часів 18 ст.
- Незабаром було здійснено вилазки на дахи, в занедбані санаторії, бункери, котельні, технічні підземні системи і старі промислові об'єкти.

Народження спільноти:
- Назву Urbanstalker (у перекладі — міський дослідник) було обрано учасниками після однієї з таких вилазок[3].
- Відтоді група почала регулярно збиратися вечорами і досліджувати місто, включно з занедбаними будівлями, а також заводами та інженерними системами.
- Основу філософії руху склали: незалежність, візуальна культура, дослідницький інтерес, а також відмова від деструктивних елементів, які погубили минулу команду.

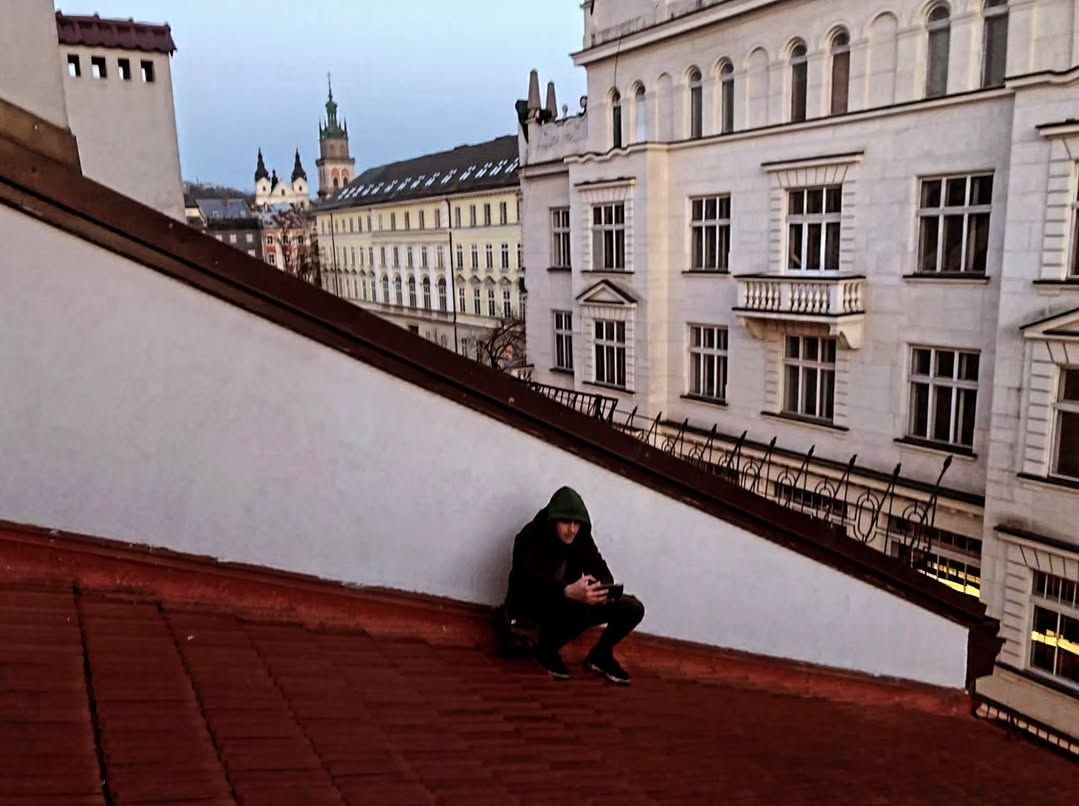
Вид з даху

## Діяльність і контент
Проєкт Urbanstalker спеціалізується на дослідженнях занедбаних і важкодоступних об'єктів України, документуючи свої вилазки у форматі відеоконтенту для власного YouTube-каналу. Тематика їхніх робіт охоплює різноманітні напрямки індустріального, екстремального туризму та урбан-досліджень:
- Затоплені печери — експедиції до підземних водоймищ та карстових утворень;
- Занедбані школи — огляд полишених закладів освіти та спроби відновити їхню історію;
- Підземні тунелі — проникнення до прихованих під містом інженерних комунікацій.

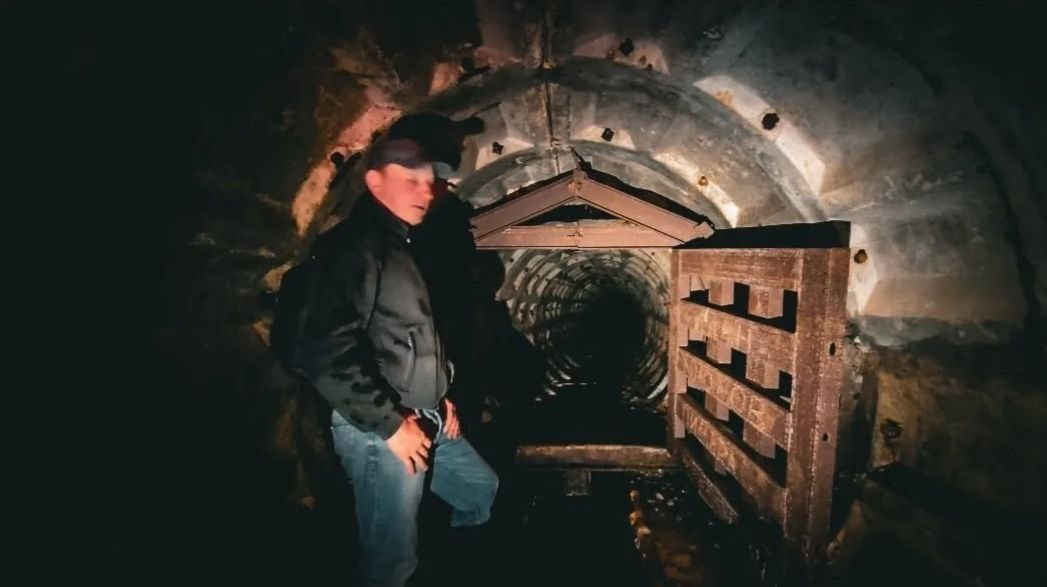
Вхід у тунель
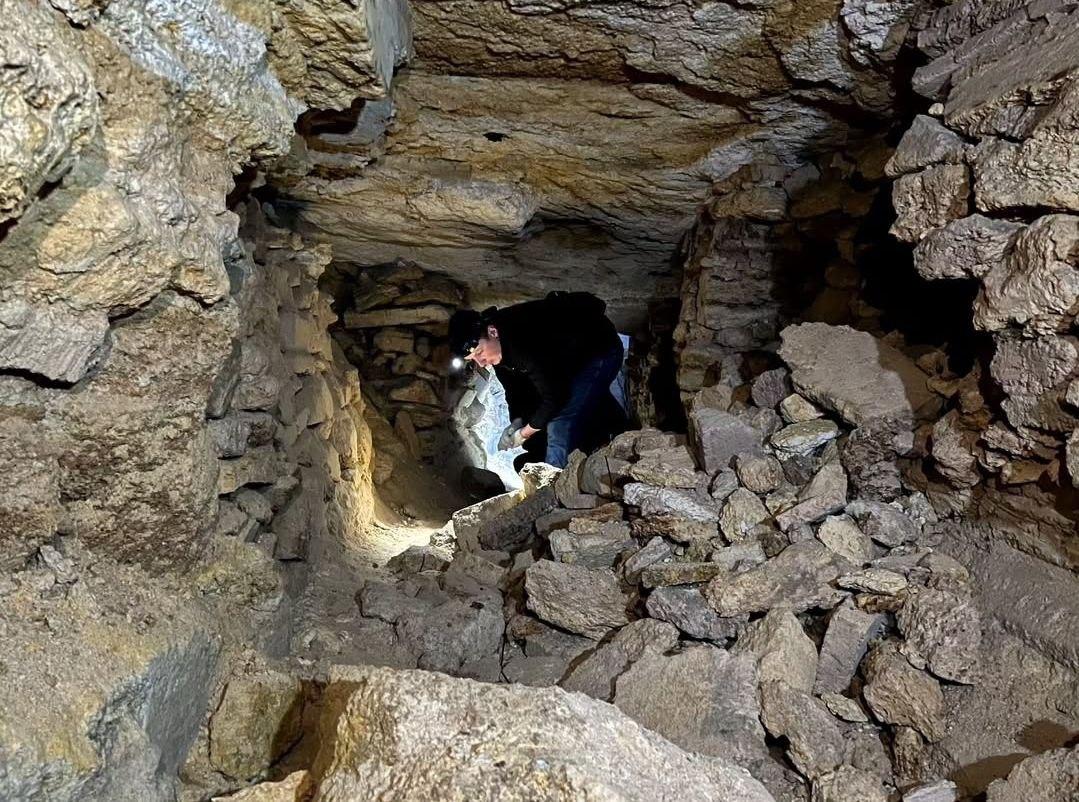
Вхід у катакомби
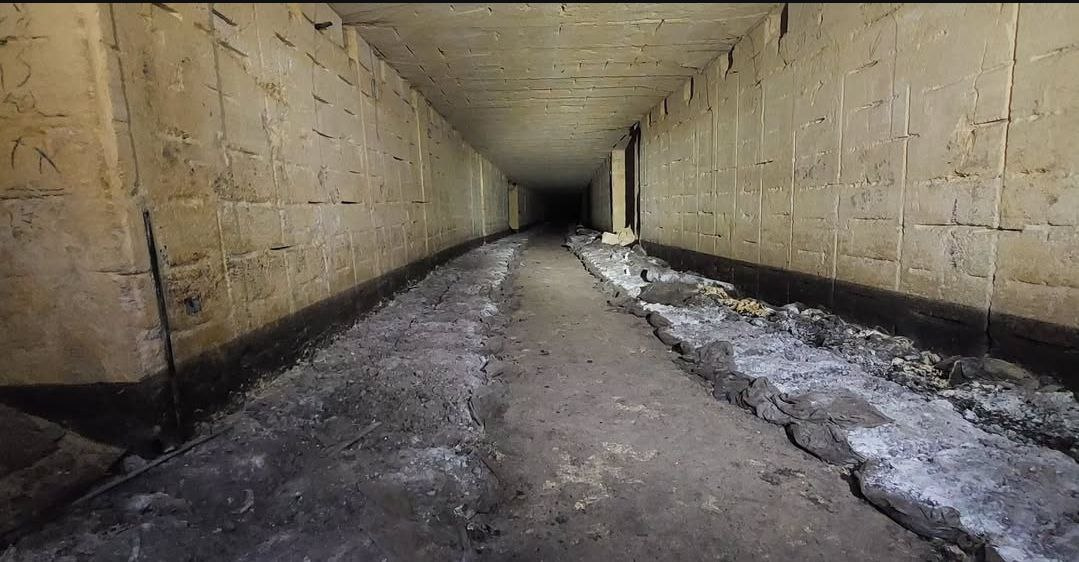
Покинута будівля

''Усі зображення надані командою Urbanstalker і використовуються за ліцензією CC BY-SA 4.0''.

## Склад команди
Urbanstalker — це не просто YouTube-канал, а повноцінна команда однодумців, за якою стоять реальні люди з історіями, характерами та ролями. За роки існування проєкт об'єднав дослідників, візуальних авторів та ентузіастів урбан-туризму.
Засновниками руху стали:
- Сталкер Тимофійович — ініціатор і натхненник проєкту;
- Ді Мон Odessky — співзасновник, один із перших учасників.

Пізніше до команди долучилися:
- Едвард (Urbanstakker) — поточний керівник проєкту;
- Локіс Воїн Творчий — автор символіки та візуального стилю Urbanstalker;
- Ілля «Скелет», Катерина Кіт, Аркадій Микитович, Ігор Чорний,
- Вікторія Зам, Всеволод Східний, Ритумба, Крісс Руферша,
- Артем Кореод, Наталі, Драганич та інші учасники.

Кожен із них робить внесок у розвиток спільноти, бере участь в експедиціях, зніманні, оформленні матеріалів і створенні унікальної атмосфери проєкту.

### Участь у війні
З початком російського повномасштабного вторгнення у 2022 році майже кожен учасник команди Urbanstalker долучився до опору по-своєму: одні пішли на фронт, інші фіксували наслідки руйнувань, решта — продовжили надихати та об'єднувати людей через творчість.
Ці події відкрили новий етап в історії проєкту, наповнивши його діяльність глибшим змістом.

## Співпраця з іншими дослідниками

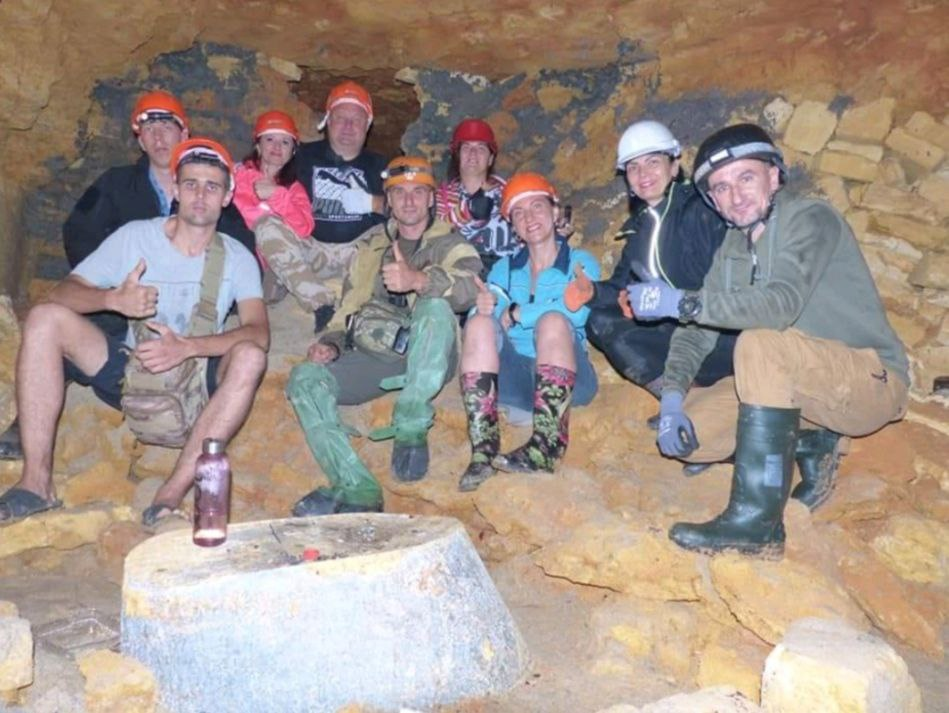
Спільна вилазка з командою «Дангіон»

Urbanstalker активно співпрацює з іншими дослідницькими колективами та організаціями, що дає змогу розширювати горизонти досліджень і ділитися досвідом. Одним із таких партнерів є туристичний клуб «Дангіон». У рамках спільного виїзду команда Urbanstalker провела екскурсію унікальною системою підземель і катакомб Одеси, що було зафіксовано на спільних фотографіях і відео. Одне з таких відео доступне на YouTube: «Катакомбы в Одессе. Самые большие в мире!»
Крім того, разом з екстремалом Драганичем із Миколаєва Urbanstalker досліджували затоплене підземелля, плавали на човнах його водами, і цю захопливу пригоду також було закарбовано на відео:«Погреб Бахуса. Плаваем по царским подземельям на лодке! Уникальное подземелье!»
Спільні експедиції з такими групами дають змогу не лише обмінюватися знаннями та досвідом, а й значно розширювати можливості для майбутніх досліджень. Екстремальний туризм в Україні має значний потенціал розвитку, особливо в контексті використання природних та індустріальних об'єктів. Урбаністичні середовища, закинуті фабрики та сховища стають новими точками притягання для мандрівників нового покоління.

## Визнання і участь у медіапросторі
Відео, створені Urbanstalker, активно використовуються в документальних фільмах і репортажах. Наприклад, фрагменти їхніх експедицій були включені в роботи відомого журналіста Сергія Пейчева, що свідчить про визнання і потрібність їхнього контенту в медіасередовищі. В одному з його репортажів були показані кадри з експедиції Urbanstalker на покинутий підводний човен. Репортаж доступний на YouTube: Протиядерний бункер для еліт / Українська машина часу / Штучне море у Карпатах / Секретні об'єкти СРСР.
Ці відео демонструють високий професіоналізм команди та її значущість у сфері індустріального туризму та урбан-досліджень.
У травні 2025 року має вийти книга Lights of the Shadows британського автора George Valentine, присвячена урбаністичній естетиці та філософії занедбаних просторів. Видання готує Obscura Publishing, ISBN 9781805354711. У візуальному оформленні книги використано фотографії учасників Urbanstalker, що є прикладом міжнародного визнання візуальної мови проєкту.

## Важливість проєкту
Індустріальна спадщина України має великий потенціал для розвитку туризму, оскільки вона відображає історичні та культурні аспекти розвитку суспільства. Збереження і популяризація таких об'єктів сприяє не лише туризму, а й формуванню нової ідентичності сучасного українця.
За останні 7 років, починаючи з 2018 року, команда Urbanstalker провела понад 300 експедицій занедбаними і маловідомими об'єктами як на території України, так і за її межами.
Їхній YouTube-канал, де вони діляться своїми знахідками і враженнями, налічує понад 3,8 тисячі підписників. На сьогодні до команди входить 15 захоплених дослідників, об'єднаних пристрастю до вивчення забутих місць та історії.
Цей проєкт — не просто про відео або адреналін. Це про повагу до історії, архітектури, свободи та дослідження.
''Усі зображення надані командою Urbanstalker і використовуються за ліцензією CC BY-SA 4.0''.